# Блажів
Бла́жів — село в Україні, у Самбірському районі Львівської області. Населення становить 763 особи (2021). Орган місцевого самоврядування — Ралівська сільська рада.
Від назви села походить прізвище шляхтичів гербу Сас Блажівських, яке було їх дідичним володінням.

## Історія
Згідно з ревізією 1692 року селом володіли 9 шляхтичів. Тоді у Блажеві було 35 кметів та 4 огородники, 3 млини і 1 корчма. Кількість осілих дворів була 53.